# 呂紹煒
呂紹煒（1964年—），生於台灣新竹縣，曾任《中國時報》記者，目前為《風傳媒》主筆。

## 生平
呂紹煒畢業於國立台灣大學農經系，在學時曾參與登山社，為台大登山社的早期代表。1988年進入《中國時報》，成為記者。
2014年12月27日，呂紹煒說，在2000年民主進步黨陳水扁政府執政後不久，有人從2000年中華民國總統選舉的陳水扁競選白皮書中翻出要恢復課徵證券交易所得稅的建議，但陳水扁政府立刻出面否認此建議、且承諾無意開徵證券交易所得稅；最後，陳水扁政府其8年任內，完全不提證券交易所得稅。呂紹煒說，房產交易實價課稅案亦相同，陳水扁政府執政這8年不僅無意改革房市稅制、朝實價課稅邁進，反而延用中國國民黨李登輝政府執政時的「低利（購屋優惠貸款利率）救房市」政策以拉抬房市與經濟；甚至把土地增值稅減半徵收，「各級稅率由原來的40%、50%、60%全部減半徵收，時間則是從開始時推出說的減半2年到延長、再到永久性調降，全部是在阿扁任內完成」；這就是民進黨政策委員會首席副執行長黃重諺所謂民進黨「只為公平正義護航」、「對如何解決國人所得分配惡化、健全國家財政一直沒有停止努力」的表現。民進黨與黃重諺無回應。
2016年4月19日，呂紹煒為臺北文化體育園區批判柯文哲政治顏面買單數百億。不知那些市府高官們，良心安否？市府「不花一毛錢解約」的如意算盤能否成真，更讓人懷疑。最慘的情況，是台北市民要花300億元為柯文哲的政治顏面買單。

## 著作
| 年份   | 書名                         | 作者           | 出版社         | ISBN            |
| 1994年 | 《捷運白皮書：4444億的教訓》 | 呂紹煒、劉寶傑 | 台北：時報文化 | ISBN 9571314323 |

## 外部連結
- 風傳媒呂紹煒的文章 （页面存档备份，存于）